# Ludovico Borgio
Ludovico Borgio (Napoli, ... – Roma, 25 novembre 1485) è stato un vescovo cattolico italiano.

## Biografia
Nato a Napoli, il 24 gennaio 1477 fu nominato vescovo dell'Aquila da papa Sisto IV. Accusato di malgoverno, alla fine del 1479 il papa mandò all'Aquila un amministratore apostolico, Filippo Maria de Saracenis, per amministrare la diocesi; nel 1481 venne tuttavia reintegrato pienamente nell'incarico. Già dalla fine del 1484 è attestata la sua presenza a Roma e lì morì l'anno successivo.